# 阿赫河
48°45′27″N 8°0′17″E / 48.75750°N 8.00472°E
阿赫河（德語：Acher，發音：[ˈaxɐ] ⓘ）是德國巴登-符騰堡州的河流，屬於萊茵河的右支流，河道全長53公里，流域面積448平方公里，河口處在利希特瑙附近，平均流量每秒9.13立方米。

## 外部連結
- More information about the Acher (in German) with pictures Archive.today的存檔，存档日期2013-01-05